# پدرو دینیز

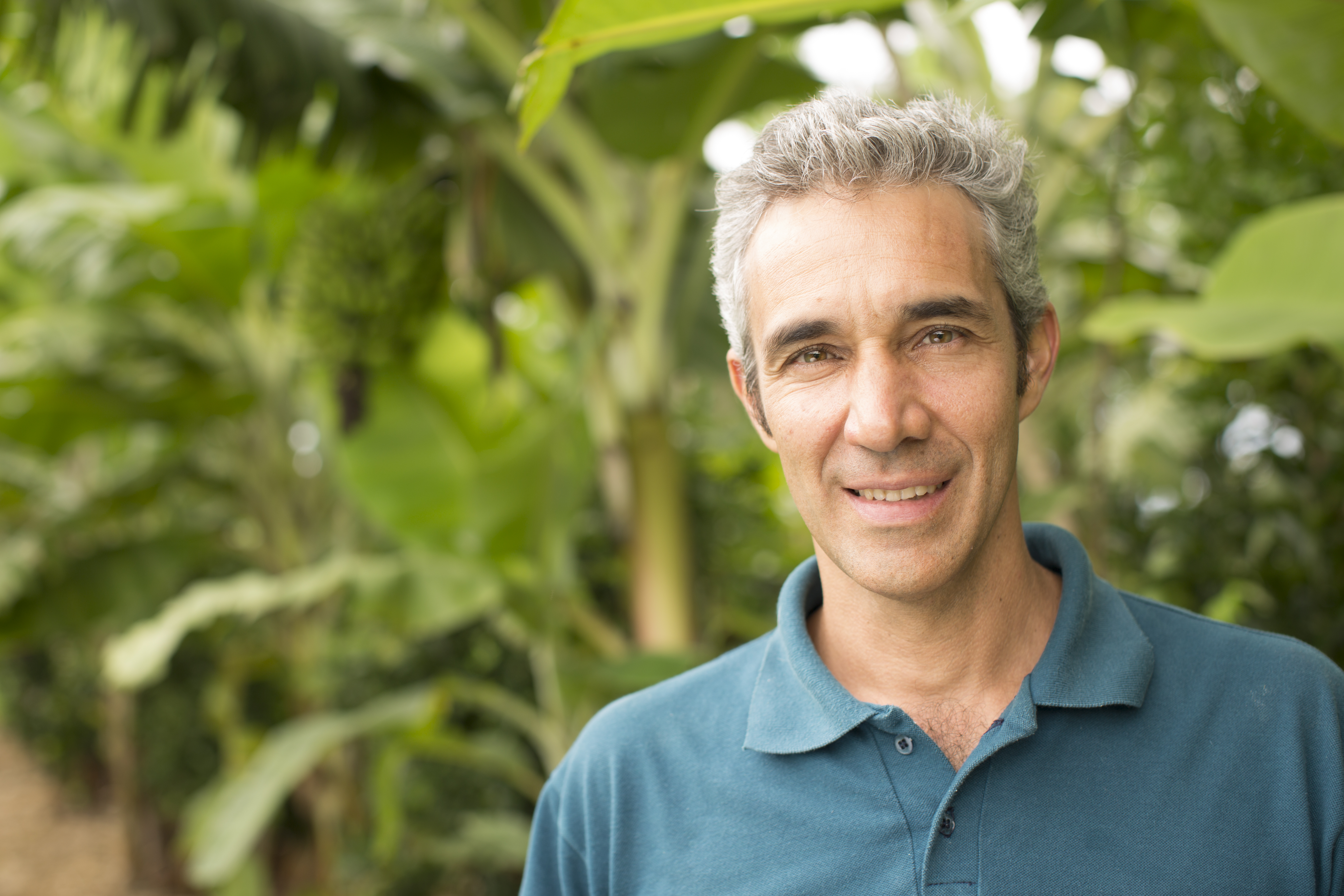
پدرو پائولو دینیز

پدرو پائولو فالریوس دوس سانتوس دینیز (پرتغالی: Pedro Paulo Falleiros dos Santos Diniz؛ زادهٔ ۲۲ مهٔ ۱۹۷۰ در سائو پائولو) رانندهٔ سابق مسابقات اتومبیل‌رانی اهل برزیل است که از فصل ۱۹۹۵ تا ۲۰۰۰ در مجموع در ۹۹ گراند پری از مسابقات جهانی فرمول یک شرکت کرد.
او در طول دوران فعالیت خود در فرمول یک، ۱۰ امتیاز را به نام خود به‌ثبت رساند.